# 41 г. пр.н.е.
41 (четиридесет и първа) година преди новата ера (пр.н.е.) е обикновена година, започваща в сряда или четвъртък, или високосна година, започваща във вторник, сряда или четвъртък по юлианския календар.

## Събития

### В Римската република
- Консули на Римската република са Луций Антоний и Публий Сервилий Исаврик.
- Начало на Перузинската война между Гай Октавиан и братът и съпругата на Марк Антоний – Луций Антоний и Фулвия.[1]
- Марк Антоний се среща с Клеопатра VII в Тарс и заминава с нея за Александрия.[2]

## Родени
- Гай Азиний Гал, е римски политик (умрял 33 г.)

### Починали
- Арсиноя IV, египетска царица от династията на Птолемеите